# Капічира
Капічи́ра (англ. Kapichira) — вища традиційна громада у складі дистрикту Касунгу Центрального регіону Малаві.
Населення — 7283 особи (2018).